# Shibusawa Eiichi

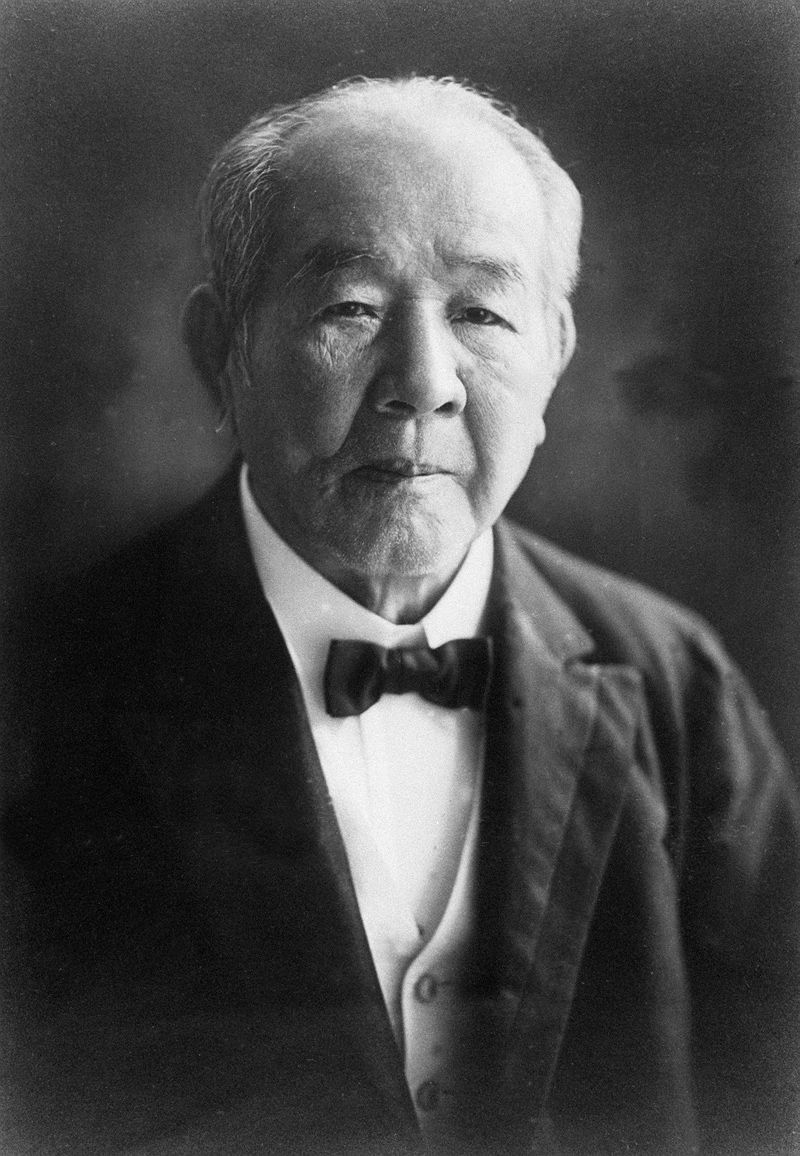
Shibusawa Eiichi

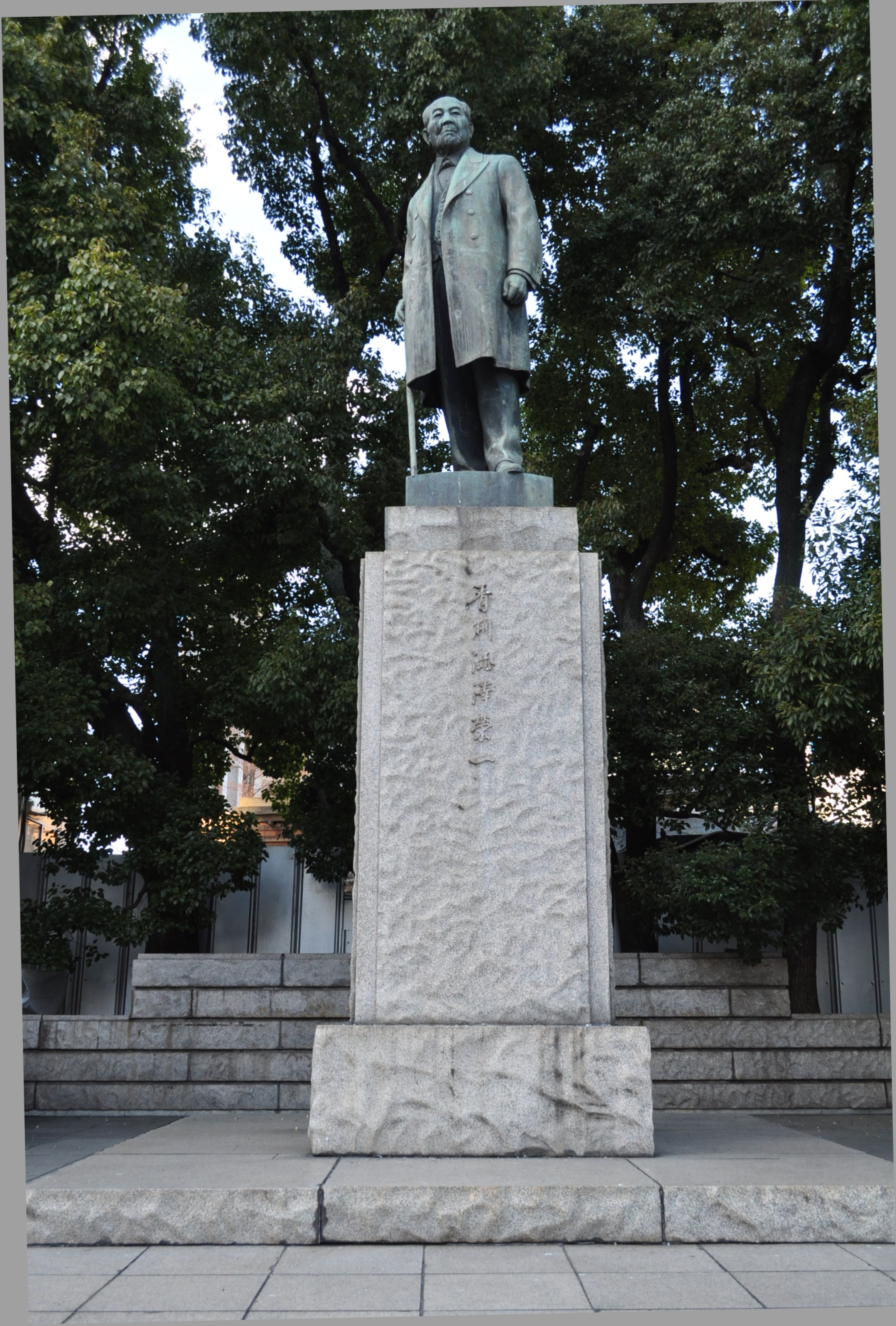
Shibusawa, Tokio

Shishaku Shibusawa Eiichi (japanisch 渋沢 栄一; geboren 16. März 1840 in Chiaraijima, Hanzawa-gun, Provinz Musashi (heute Fukaya, Präfektur Saitama); gestorben 11. November 1931) war ein japanischer Unternehmer der Meiji-Zeit und die zentrale Figur des wirtschaftlichen Aufbaus nach dem Ende der Abschließung Japans. 1900 wurde er zum Baron, 1920 zum Vizegraf ernannt.

## Leben und Werk
Shibusawa Eiichi,  Sohn einer wohlhabenden Bauernfamilie in der Präfektur Saitama, die sich auch mit Seidenzucht und Indigo-Herstellung beschäftigte, verließ 1863 seine Heimat, ging nach Edo und wurde Mitarbeiter der Hitotsubashi-Familie, einer Zweigfamilie der Tokugawa. Von 1867 bis 1868 begleitete er den jüngeren Bruder des Shōgun, Tokugawa Akitake (1853–1910), zur Weltausstellung nach Paris, wo er zum ersten Mal das europäische Wirtschaftssystem kennenlernte.
1869 wechselte er zum Finanzministerium und arbeitete, unterstützt von Ōkuma Shigenobu und Inoue Kaoru, an der Steuerreform, an der Währungsreform und am Bankenwesen. 1873 verließ er aber die Regierung, um seine eigene Unternehmen zu gründen. Er gründete im selben Jahr die „Dai-Ichi Bank“, die spätere Dai-ichi Kangyō Bank und jetzigen Mizuho-Bank und konnte mit dieser wichtigen Bank über 250 Unternehmen in allen Wirtschaftsbereichen organisieren und sich an über 500 beteiligen, was ihm den Beinamen „Vater des japanischen Kapitalismus“ einbrachte.
Shibusawa spielte eine wichtige Rolle beim Aufbau neuer westlicher Industrien wie zum Beispiel angefangen 1873 mit der Papierfabrik Ōji Seishi, 1882 mit der Gründung der Osaka-Weberei. Er bemühte sich aber auch um die Verbesserung der Ausbildung im Wirtschaftsbereich, um eine Wirtschaft, die sich dem Staate und der Gesellschaft verpflichtet fühlte. So war er an der Gründung der ersten Industrie- und Handelskammer Japans, der „Tōkyō Shōhō kaigisho“ (東京商法会議所) beteiligt, deren Präsident er dann von 1878 bis 1905 war.
Sein Firmen-Konglomerat wurde oft als „Shibusawa-Zaibatsu“ angesehen, wobei seine Firmen schwächer miteinander verbunden waren, als es bei den großen Zaibatsu der Fall war.
Shibuzawa, der nie großen persönlichen Reichtum zusammenbrachte, zog sich 1909 vom aktiven Geschäft zurück, blieb aber bis zu seinem Tode ein wichtiger Ratgeber in der Geschäftswelt. Er setzte sich für die Verbesserung der internationalen Beziehungen mit den USA ein (Gründung der New York City Japan Association). Er besuchte William Taft (1909), Woodrow Wilson (1915) und Warren Harding (1921).
1917 organisierte er den Aufbau der von Takamine Jōkichi (1854–1922) vorgeschlagenen Forschungseinrichtung RIKEN.